# Phostria albipedalis
Phostria albipedalis là một loài bướm đêm trong họ Crambidae.